# Агропромышленный комплекс Приднестровской Молдавской Республики
Агропромышленный комплекс (АПК) Приднестровской Молдавской Республики  объединяет группы отраслей экономики, направленных на производство и переработку сельскохозяйственного сырья и получения из него продукции, доводимой до конечного потребителя.
Агропромышленный комплекс Приднестровской Молдавской Республики — третий по значению межотраслевой комплекс на территории непризнанной Приднестровской Молдавской Республики, наравне с инфраструктурным комплексом (после тяжёлой промышленности и лёгкой промышлености).

## Общие сведения
В сельском хозяйстве Приднестровской Молдавской Республики сосредоточено 246 тыс. га сельскохозугодий. Пашня занимает 203 тыс. га. Многолетние насаждения занимают 24 тыс. га. Аграрно-промышленный комплекс ПМР включает в себя 209 предприятий, организаций и учреждений. Хорошо развиты плодоовощеконсервная, зернопродуктовая, сахарно-спиртовая, мясомолочная подотрасли.
Кредитование сельскохозяйственных товаропроизводителей осуществляет ЗАО «Банк сельхозразвития».

### Почвенные и климатические условия в ПМР
Природные (почвенные и климатические) условия на территории Приднестровской Молдавской Республики способствуют формированию экспортно-ориентированного АПК и сельского хозяйства.
Для территории ПМР характерным является равнинный рельеф с редкими балками. Более 80% земельных угодий — чернозёмы. Растительность классическая степная, в поймах реки луговая. Основная часть земель республики распахана. Лесные массивы покрывают 10% территории ПМР. Климат умеренно континентальный, количество осадков свидетельствует о том, что регион находится в зоне недостаточного увлажнения. Зима короткая, мягкая (средняя температура января -3,9 градуса по Цельсию). Ранняя с интенсивным прогреванием почвы и воздуха весна. Продолжительное, жаркое лето (средняя температура июля +21 градус по Цельсию). Теплая, затяжная осень

### Структура АПК ПМР
Агропромышленный комплекс ПМР — это совокупность отраслей экономики Приднестровской Молдавской Республики, включающая сельское хозяйство и отрасли промышленности, тесно связанные с сельскохозяйственным производством, осуществляющие перевозку, хранение, переработку сельскохозяйственной продукции, поставку её потребителям, обеспечивающие сельское хозяйство техникой, химикатами и удобрениями, обслуживающие сельскохозяйственное производство.
АПК ПМР включает 3 сферы деятельности:
- Сельское хозяйство — ядро АПК, которое включает растениеводство, животноводство (в т. ч. фермерские хозяйства, личные подсобные хозяйства и т. д.)
- Отрасли, которые занимаются переработкой сельскохозяйственного сырья: пищевая промышленность, отрасли по первичной переработке сырья для лёгкой промышленности.
- Инфраструктурный блок (агрофирмы) — производства, которые занимаются заготовкой сельскохозяйственного сырья, транспортировкой, хранением, торговлей потребительскими товарами, подготовкой кадров для сельского хозяйства, строительством в отраслях АПК ПМР.

### Особенности АПК ПМР
АПК ПМР объединяет перерабатывающую сельскохозяйственное сырьё промышленность (прежде всего пищевую), её специализированную инфраструктуру: транспортировку, хранение, оптовую, розничную торговлю и собственно сельское хозяйство (животноводство и растениеводство, кормопроизводство).
В целом сельское хозяйство позволяет обеспечить потребность Приднестровья в продуктах питания и обеспечить независимость республики от внешних поставок по основным показателям. Объем валовой продукции сельского хозяйства по всем категориям хозяйств за 2013 г. составил 2 130,00 млн. руб. в текущих ценах, что на 40,4% больше, чем за прошлый год
Особенности сельского хозяйства Приднестровья сложились под воздействием комплекса следующих факторов:
- высокоплодородные почвы и значительный агроклиматический потенциал, благоприятные для интенсивного земледелия и животноводства;
- сельскохозяйственные традиции населения и достаточная обеспеченность трудовыми ресурсами, позволяющие осуществлять производство трудоемких видов продукции;
- высокая концентрация населения, обеспечивающая значительный рынок сбыта производимой сельскохозяйственной продукции.

### Агрофирмы ПМР

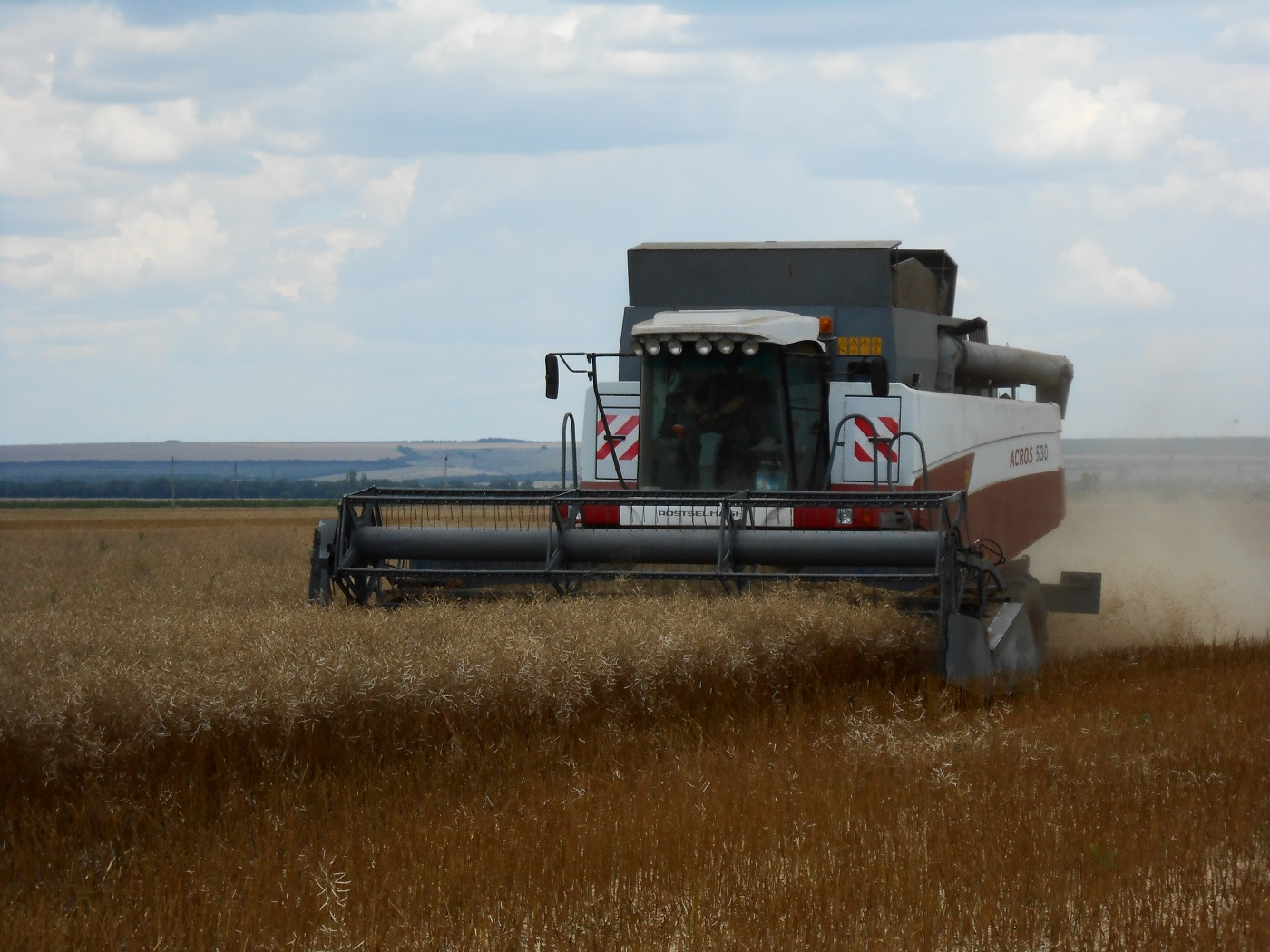
Комбайн Ростсельмаш на уборке в Слободзейском районе

В аграрном секторе республики действуют крупные агрофирмы, ориентированные как на местный рынок, так и на экспорт, в первую очередь в Россию).
Работают так же и более мелкие сельскохозяйственные производственные кооперативы. Повсеместно распространены многочисленные пригородные тепличные комплексы (крупнейшие из них - в сёлах Подойма, Подоймица в Каменском районе ПМР; Владимировка, Терновка, Кицканы в Слободзейском районе ПМР), а также теплицы в частных домовладениях; крупные и мелкие фермерские и крестьянские хозяйства, торгово-промышленные фирмы городов — арендаторы сельхозугодий.

## Пищевая промышленность
Пищевая промышленность республики представлена крупными предприятиями консервной и вино-водочной подотраслей, а также многочисленными крупными комбинатами муко-мольной промышленности, хлебокомбинатами, молочными комбинатами, различными предприятиями по переработке сельскохозяйственной продукции, соковыми цехами и т. д.

### Вино-коньячная промышленность

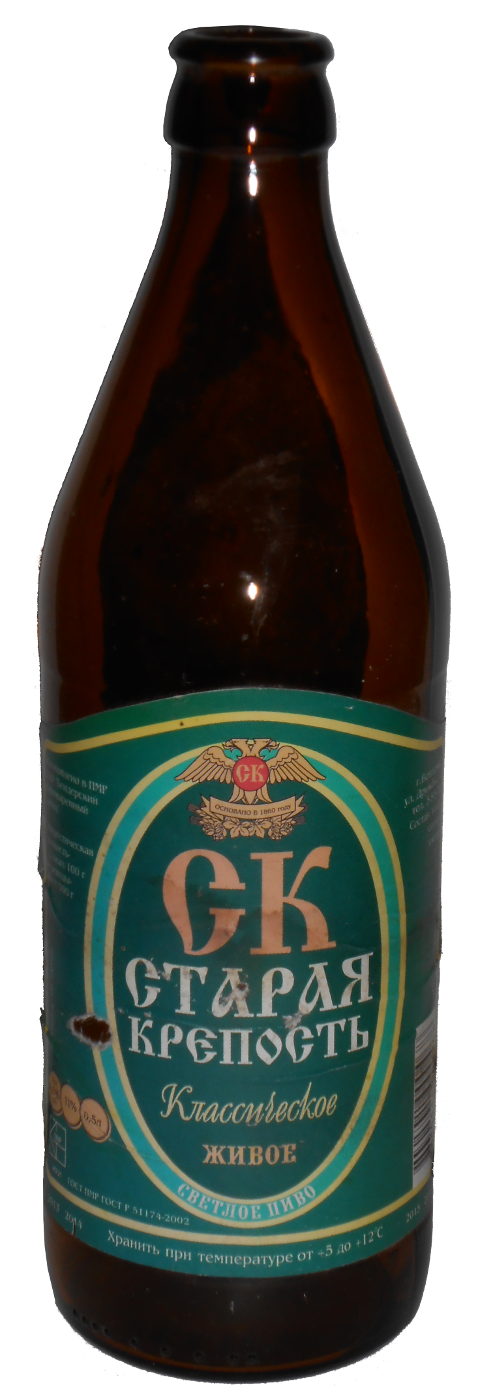
Пиво Старая крепость

Основные винно-коньячные комбинаты и винзаводы: «KVINT» (г.Тирасполь), «Букет Молдавии» (г.Дубоссары), «Винпром» (г.Рыбница), совхоз-завод села Подойма, цех по производству шампанского в селе Терновка, завод первичного виноделия в селе Чобручи.

### Плодоовощеконсервная промышленность
Среди консервных заводов лидерами в ПМР являются: Каменский консервный завод (г. Каменка); консервный завод «Октябрь», (пос. Красное), принадлежащий агрофирме Рустас"; ЗАО «Завод консервов детского питания» (г.Тирасполь с филиалом в селе Парканы); ОАО «Консервный завод 1 Мая» (г.Тирасполь, принадлежащий холодингу «Шериф») и прочие.

### Зернопродуктовая промышленность

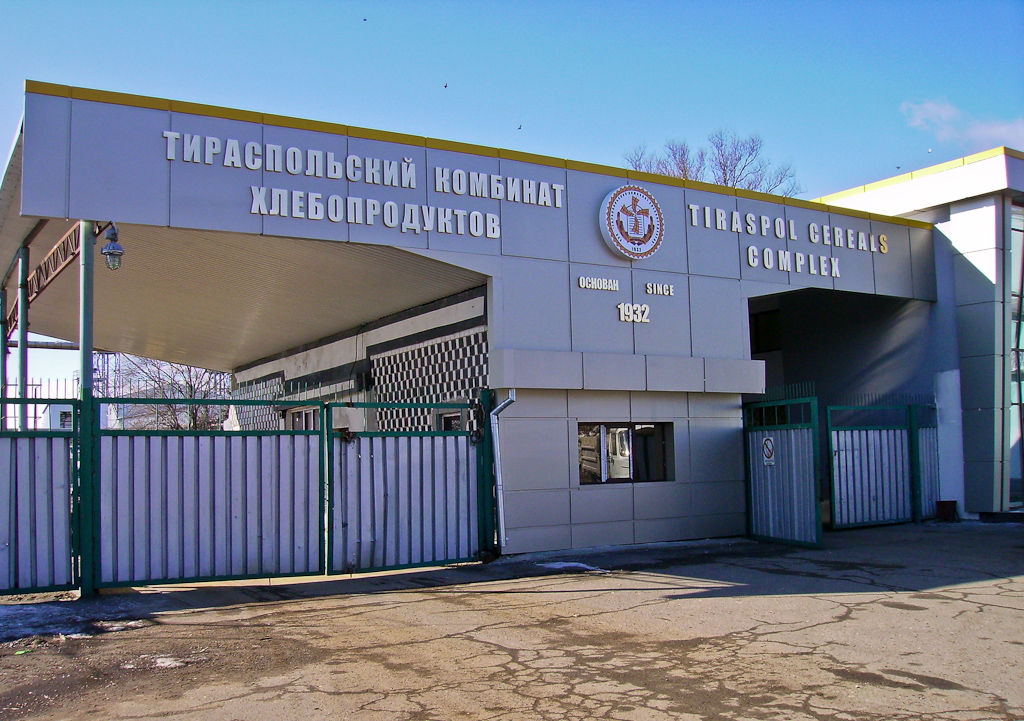
Тираспольский комбинат хлебопродуктов

Холдинг «Шериф» является собственником Бендерского комбината крахмалопродуктов, Тираспольского хлебокомбината и Тираспольского комбинат хлебопродуктов.
- Тираспольский хлебокомбинат производит различные сорта хлеба (пшеничные, ржаные, с полезными добавками), хлебобулочные сладкие изделия, кондитерские изделия (торты, пирожные, рулеты), баранки, сухарики, пряники, печенье, мучные изделия к праздникам (пасхальные, рождественские), минеральную воду и безалкогольные газированные напитки[9],
- Тираспольский КХП производит доработку (сушку и очистку) зерна, муку различных сортов[10], все виды круп, отруби и комбикорма,
- Бендерский КХП[11] производит различные виды крахмалов и сиропов, различных видов крахмалопродуктов, как сопутствующей продукции переработки кукурузы (патока, глютен, экстракт и т. д.), сухие корма для сельскохозяйственных и домашних животных[12].

С этими предприятиями успешно конкурируют и другие приднестровские комбинаты сферы АПК, а также производственные цеха приднестровских сотни агрофирм, множество мини-пекарен во всех городах ПМР в подотраслях:
- мукомольно-крупяная промышленность[13],
- хлебопекарная промышленность[14],
- макаронная промышленность[15],
- кондитерская промышленность.

### Мясомолочная промышленность
Животноводческий комплекс республики остается в сложной ситуации. Из-за критического состояния кормовой базы и прекращения деятельности крупных животноводческих ферм и комплексов в 90-е годы произошло снижение поголовья скота и птицы. Это вызвало падение объёмов производства основных видов продукции животноводства в республике: молока, мяса, яиц. Частично падение было остановлено в нулевых годах XXI века, что вызвало небольшое возрождение отрасли в 10-х годах XXI века.
Промышленное производство мяса и молока, консервированной продукции в ПМР сконцентрировано на трёх десятках крупных предприятиях АПК.
Одним из крупнейших является «Бендерский мясокомбинат», численность сотрудников в 2016 году составила 450 человек/ "БМК" признанный лидер среди предприятий пищевой промышленности Приднестровья по производству мясных продуктов и входит в тройку крупнейших мясоперерабатывающих предприятий Молдовы, а также является бюджетообразующим предприятием города Бендеры и входит в топ-50 крупнейших налогоплательщиков республики. Производственные мощности ЗАО «Бендерский мясокомбинат» на сегодняшний день составляют: - по выработке мяса скота – 45 тн в смену; - по выработке колбасных изделий – 20 тн в смену; - по выпуску полуфабрикатов – 10 тн в смену; - по выпуску консервов – 15000 ф.б. в смену. https://www.youtube.com/watch?v=29HA9Pr4aTc&t=1s
Экспертная комиссия ежегодного конкурса «Приднестровское качество» также оценила продукцию и Парканского мясокомбината, входящего в структуру ДООО «Фиальт-Агро».
Крупными производителями молочной продукции в ПМР являются ЗАО «Тираспольский молочный комбинат». С ним в конкурентную борьбу вступила компания «Люкка» (г. Рыбница), которая так же является основным дилером поставок сельхозтехники из Западной Европы в ПМР, владеет Рыбницким молокозаводом, сетью АЗС и магазинов в Рыбницком районе ПМР.

### Прочие отрасли пищевой промышлености

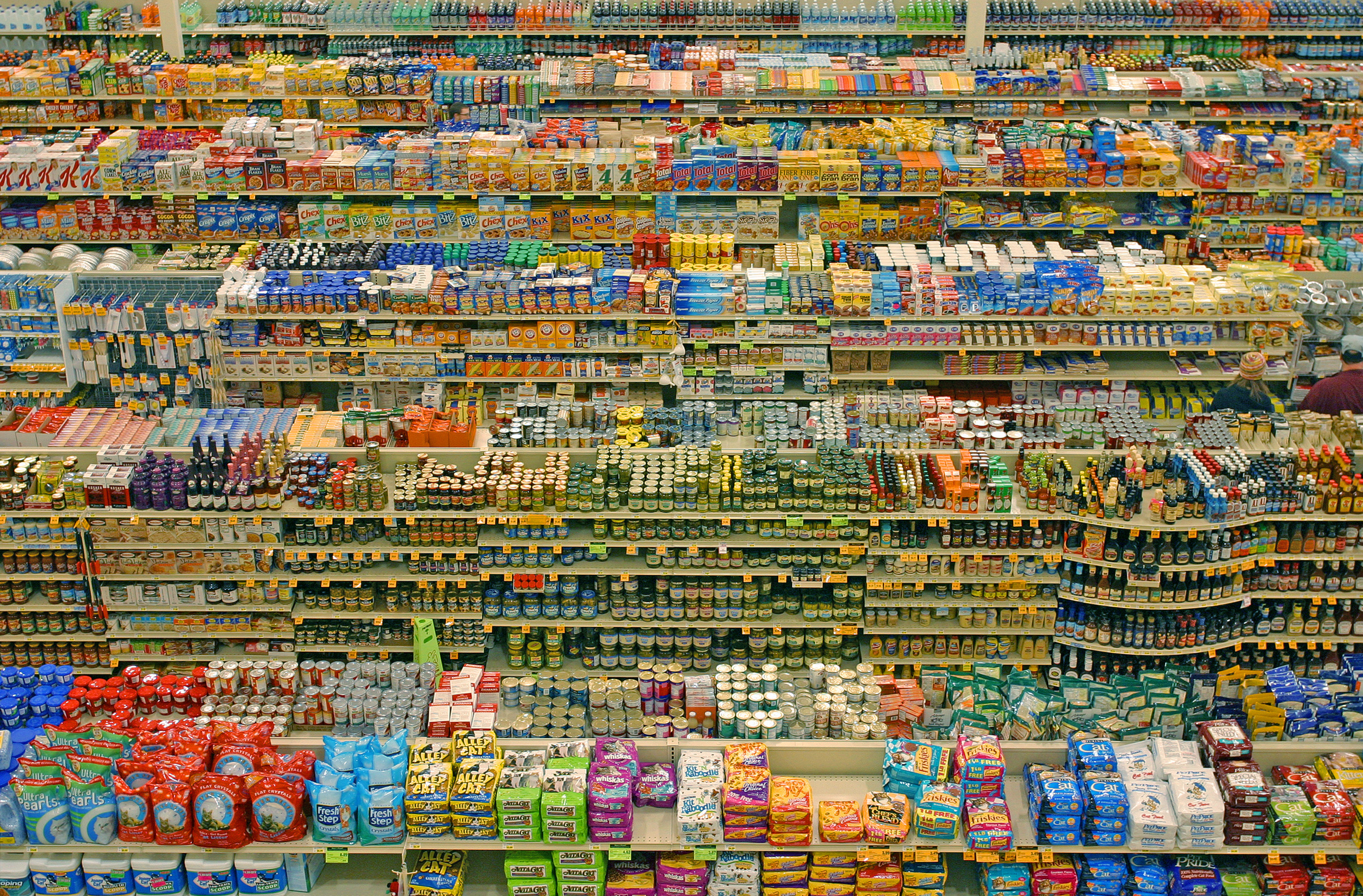
Пример упакованных продуктов питания в супермаркете

В пивоваренной отрасли пищевой промышленности АПК ПМР лидирует ЗАО "Бендерский пивоваренный завод" (основанный в 1860-м году) с раскрученными приднестровскими брендами: пивом "Старая крепость" и минеральной водой "Варница". Так же в ПМР существует множество государственных предприятий частных фирм по производству минеральной и газированной воды из местных артезианских скважин: санаторий "Днестр" (Каменский район) производится розлив лечебно-столовой воды "Днестрянка", в г.Дубоссары ГУП "Геологоразведка" добывается и реализует не менее целебную минеральная вода "Арпаксай", ООО "Рустас" добывает и разливает минеральную воду "Здоровье", АОЗТ "Медэко" - воды серии "Диамант" и т. д.,. Переквалифицировался на выпуск кваса и безалкогольных напитков ГУП "Дубоссарский пивзавод".
Со времён Российской империи особым сортом "дубоссарского" табака Херсонской губернии славился нынешний ГУП "Дубоссарский табачно-ферментационный завод", основанный в 1912 году, когда на его нынешней территории французская фирма «Бидо» построила склады для переработки дубоссарского табачного сырья. Пик работы этого табакзавода пришёлся на 1985 год (было заготовлено 12714 тонн сырья, а затем из него выпущено 11232 тонны ферментированного табака). Завод остановился в 1996-м году и выставлен на продажу с 2011 года.
В рыбоперерабатывающей промышлености ПМР лидирует ООО "Рилла" (г. Бендеры).

## Растениеводство

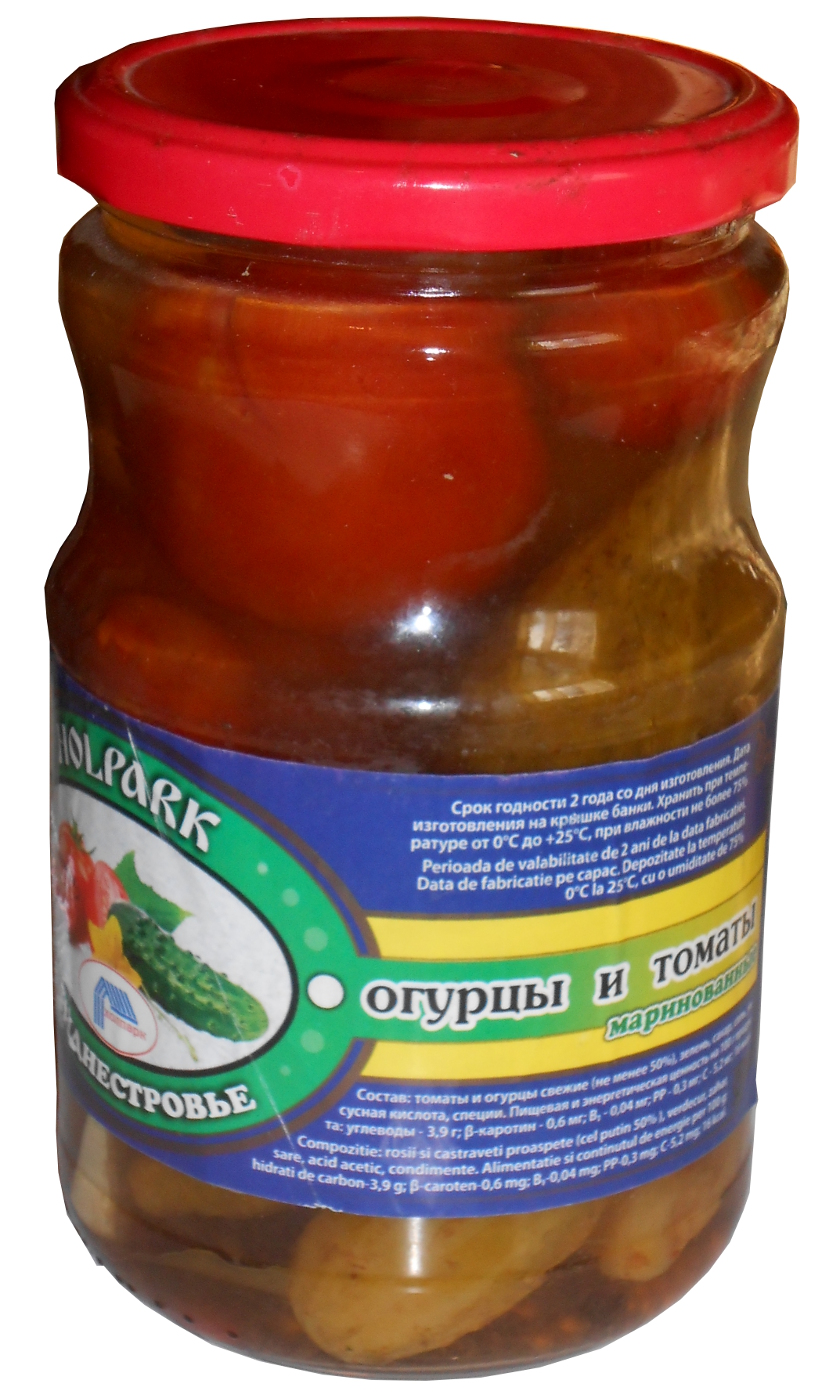
Маринованные огурцы и томаты

Основу растениеводства Приднестровья, сильно сократившегося со времён СССР, составляют зерновые, виноград, овощи, подсолнечник. В 2007 году регион пострадал от сильной засухи, потери составили около $46 млн. В республике из года в год также наблюдается спад животноводства. В целом вклад сельского хозяйства в ВВП Приднестровья в 2007 году составил 0,76 % по стоимости.
Растениеводство ПМР включает в себя полеводство, виноградарство, плодоводство, овощеводство, табаководство и другие отрасли.
Основу развития сельского хозяйства образуют сельскохозяйственные земли.
Специфической особенностью Приднестровья является высокая доля сельскохозяйственных угодий в общей структуре земельного фонда — они составляют 71 %. Интенсивное развитие земледелия привело к высокому уровню освоения территории республики: в структуре сельскохозяйственных угодий преобладают пахотные земли и многолетние насаждения, что свидетельствует о ведущей роли растениеводства в аграрном секторе Приднестровья.

### Полеводство
Производство зерна представлено во всех районах Приднестровья, а общая площадь под зерновыми культурами составляет более половины всех посевных площадей республики, среди которых преобладает озимая пшеница, ячмень, кукуруза на зерно.
Валовой сбор зерновых и зернобобовых культур первой группы (в физическом весе) составил 340,7 тыс. тонн против 330,6 тыс. тонн на аналогичную дату 2013 года, в том числе озимой пшеницы – 265,4 тыс. тонн против 262,6 тыс. тонн в 2013 году. Кроме того, в Каменском и Слободзейском районах намолочено 6 тыс. тонн зеленого горошка, что на 1235 тонн больше, чем в прошлом году. Продукция переработана на Каменском консервном заводе, консервном цехе ООО «Сельскохозяйственная фирма «Рустас» и ЗАО «Завод консервов детского питания».
Сахарной кукурузы намолочено более 17 тыс. тонн. Часть данной культуры пошла на заморозку, как в початках, так и в зерне, а часть – на консервирование. Перерабатывающими предприятиями подписаны контракты на отгрузку данной продукции в Российскую Федерацию.

Озимые культуры на зерно были посеяны на площади в 81 тыс. га, в том числе озимой пшеницы – 63,6 тыс. га (или 104 % от плана)
В 2013-2014 года сельскохозяйственные труженики Приднестровской Молдавской Республики собрали рекордные урожаи. В ходе летней уборочной компании 2014 года средняя урожайность зерновых по ПМР составила 38,1 ц/га. Наивысший объём хлеба приднестровского урожая-2004 года был выращен в Григориопольском районе (здесь было собрано 106 тысяч тонн зерновых, в т. ч. озимой пшеницы – 78,8 тысяч тонн). Наивысшая средняя урожайность была получена получена в Каменском (49,7 ц/га) и Рыбницком (45,6 ц/га) районах, в. ч. озимой пшеницы – 54,1 ц/га и 50 ц/га в этих районах, соответственно. Наивысшая урожайность озимого ячменя была получена в Рыбницком районе – 40,9 ц/га.

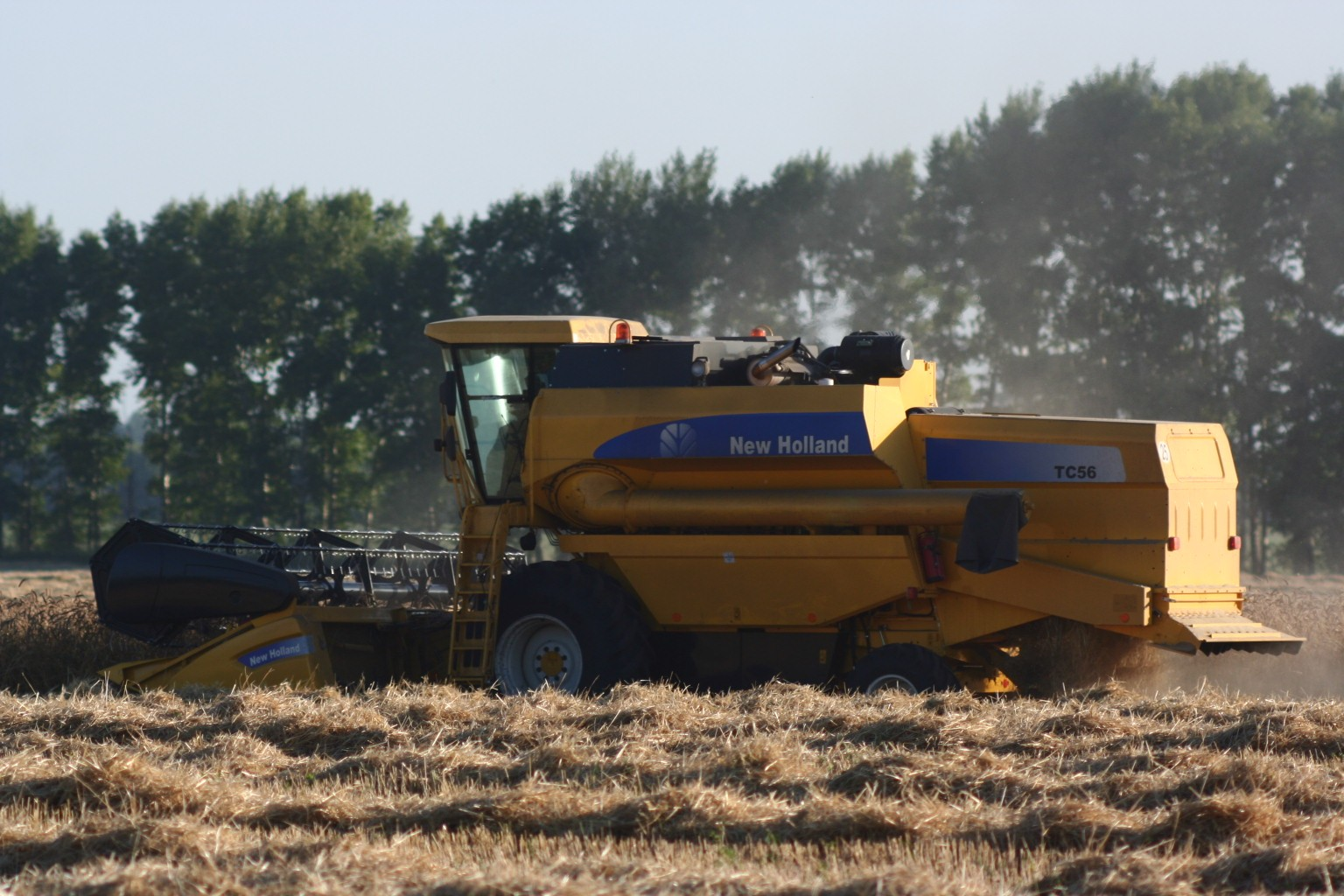
Зерноуборочный комбайн New Holland

В 2014 году рекордная урожайность за всю историю зерноводства в Приднестровской Молдавской Республике была получена в хозяйствах: 
- СХП «Путь Ленина» (с.Хрустовая, Каменский район)[34], где средняя урожайность пшеницы в 2014 году составила 60 ц/га, а на отдельных полях этого хозяйства урожайность достигала 83 ц/га,
- Агрофирма ООО «Каменский колос» (г.Каменка, Каменский район)[35], где средняя урожайность пшеницы в 2014 году составила так же 60 ц/га[36].

При уборке зерновых в Каменском районе использовались современные широкозахватные зерноуборочные европейские комбайны New Holland агрофирмы ООО «Каменский колос» и российские комбайны «Нива-Эффект», арендованные у агрофирм Григориопольского района ПМР.

### Виноградарство и плодоводство
Традиционным направлением растениеводства в Приднестровье является садоводство и виноградарство. В советское время за Приднестровьем закрепилось реноме «сада и огорода СССР». Только в одном Слободзейском районе в 80-х годах XX века в год собирали около 140 тысяч тонн фруктов и овощей. Они в свежем и консервированном виде отправлялись на просторы бывшей большой страны СССР.
Выращивание винограда является одним из стратегически важных направлений в республике, обеспечивающих сырьём винодельческую и коньячную промышленность. В связи с этим площади виноградников растут, внедряются передовые технологии их обработки.
Выращиваются следующие сорта винограда (как винные, так и десертные): Алиготе, Бакон, Дамский пальчик, Изабелла, Каберне Совиньон, Каберне, Кардинал, Лидия, Мерло, Молдова, Мускатные сорта, Ноа, Пино, Рислинг, Ркацители, Саперави, Совиньон, Фетяска, Флоричика, Шардоне и многие другие.
В 2014 году валовой сбор винограда составил 21 тыс. тонн против 23,2 тыс. тонн в 2013 году. Собрано 34,5 тыс. тонн овощей, 5 тыс. тонн картофеля, 8,3 тыс. тонн плодов, 2230 тонн сои, 3150 тонн льна. Валовой сбор, кроме плодов, на уровне прошлого года. Фруктов собрано на 40 % меньше за счет сокращения уборочных площадей.

В республике продолжаются работы по раскорчёвке и закладке многолетних насаждений.
Основные плодовые деревья ПМР: грецкий орех, черешня, вишня, алыча, айва, персик, абрикос, яблоня, груша, слива, мирабелла, шелковица и т. д.

### Овощеводство и возделывание технических культур
В прошлом ведущее место в растениеводстве ПМР принадлежало овощам, сахарной свекле, табаку и подсолнечнику, садам и виноградникам. В условиях независимого развития республики произошло снижение площадей под традиционными культурами и введение взамен них зерновых культур, обеспечивающих население хлебом.
После периода значительного снижения посевных площадей под овощами сельскохозяйственные производители Приднестровья вновь обратили своё внимание на эти традиционные культуры в нашем регионе. В итоге, постепенно восстанавливаются и увеличиваются посевные площади и растет валовой сбор овощных, а также бахчевых культур. Основным поставщиком овощей является Слободзейский район.
В 2014 году намолочено 81,5 тыс. тонн маслосемян подсолнечника при средней урожайности 16,7 ц/га. Показатели 2013 года по данной культуре составили 103 тыс. тонн при урожайности 20,8 ц/га. Сказались засушливые условия второй половины лета. Рапс посеян на площади 6,2 тыс. га или 70 % от плана
Ниже уровня Молдовы, но выше уровня Украины находится доля подсолнечника среди выращиваемых сельскохозяйственных культур, но ПМР в состоянии и при ней обеспечивать свою потребность в растительном масле и маслосеменах подсолнечника. В то же время значительно возросло выращивание картофеля. Внедрение современных технологий и высокопродуктивных сортов позволило существенно увеличить как площадь посевов (в 4—7 раз), так и валовой сбор (в 10 раз) картофеля, что дает возможность полностью обеспечить население ПМР этим важным продуктом питания.

## Животноводство
Животноводство ПМР включает в себя птицеводство, рыбоводство, свиноводство, скотоводство и другие отрасли.

### Птицеводство
Внедрение современных форм собственности и частного предпринимательства в ПМР на селе способствовало активизации животноводческой деятельности (в первую очередь птицеводства). Одновременно в 2014 году наблюдался рост поголовья кур, уток и гусей (в связи с хорошим урожаем зерновых, при перемешивании с комбикормами — это основной корм для данного вида птицы).
Крупнейшие птицефабрики в ПМР принадлежат фирме «Калиюга» (г. Дубоссары с филиалом в Тирасполе) (лидер в ПМР по производству курятины и яиц). В птицеводстве в 2014 году возобновлена работа бывшего ОАО «Григориопольское птицеводческое сельскохозяйственное предприятие» (в 2012 году было приобретено крупным инвестором из России с заключением соглашения с Правительством ПМР о возобновлении работы птицефабрики). В 2014 году в Дубоссарском районе ООО «Темп-Групп» и ООО «Пиазис» реконструировали птичники под выращивание (и цеха под производство мяса) бройлеров и начали строительство цеха для производства комбикормов.

### Рыбоводство
В ПМР действуют рыбхозы (рыборазводные хозяйства):
- рыборазводный комплекс, принадлежащий дочерней компании «Шерифа» — ООО «Акватир».
- в южной части Слободзейского района (сплошной линмией от Кучурганского лимана до начала протоки Турунчук)[44]:
  - ЗАО «Незавертайловский рыбхоз» в селе Незавертайловка (основан в 1964 году и до сих пор остается в числе самых рыбных хозяйств в юго-западной части бывшего СССР)[45],
  - ГУП «Рыбхоз „Аквафиш“» (г.Днестровск)[46]; выращивается местный толстолобик, белый амур, карп); рыбхоз ООО «Норд-Вест» селе Коротное[47];
  - ООО «Краснянский рыбхоз» в посёлке Красное[48]; ООО «Рыбхоз „Чобручи“» в селе Чобручи[49] и другие рыбхозы.

рыбное хозяйство Слободзейского района с площадями в 270 гектаров обеспечивало рыбными личинками не только часть Советского союза, но и Венгрию, Германию, а также Румынию с Кубой. 500 миллионов зародышей расходились по всему миру как жареная рыба. Цистерны стояли в очереди сутками. Но то, что было еще вчера, сегодня - ностальгия.
Нет сегодня рынка сбыта. У нас сегодня есть возможность зарыбить всю Европу. У нас есть производительная группа, но у нас закрыты границы
- в центральной и северной части ПМР:
  - Дубоссарского района ГП «Рыбхоз „Днестр“» в селе Гояны[51]
  - малые рыбные хозяйства Рыбницкого и Каменского районов ПМР на побережье Днестра[52]

#### Частные фермы
В ПМР имеются частные фермы по выращиванию рыбы при крестьянско-фермерских хозяйствах. Наиболее известна выигравшая гранд рыбная ферма в селе Терновка (Слободзейский район) по выращиванию ценных видов рыб (форель, судак, сом, осетровые). Работа рыбной фермы основана на интенсивном, индустриальном способе выращивании рыбы на малых площадях (с использованием системы рециркуляции воды), что позволяет обеспечить создание оптимальных условий для содержания рыбы, полного контроля и управления процессом выращивания и поддержки.

### Свиноводство
В 2014 году в ПМР наблюдался рост поголовья свиней (в связи с хорошим урожаем зерновых — основного корма для данных видов животных).
Лидерами в свиноводстве ПМР являются с/х отделение ООО ТПФ «Интерцентр-Люкс», ПК с. Фрунзе Слободзейского района, ООО «БИФ» г.Григориополь.
ООО ТПФ «Интерцентр-Люкс» — это не только компания лёгкой промышленности ПМР, принимающая активное участие в международных выставках «CPM», «Premier Vision», а также в показах под руководством модельера В. М. Зайцева, удостоенеенная высокой международной награды «Золотая Арка Европы» в номинации «за высокое качество и новейшие технологии», но и
племенной свиноводческий комплекс предлагающий к продаже с выдачей племенных свидетельств: чистопородных поросят от 35 дней; племенных свиноматок (холостых и супоросных); гибридный молодняк; свиней группы откорма (в живом и убойном весе); племенного молодняка для воспроизводства поголовья и хряков от 80 кг; высококачественный семенной материал от племенных хряков для улучшения породных качеств свинопоголовья